# Municipio de President
El municipio de President (en inglés: President Township) es un municipio ubicado en el condado de Venango en el estado estadounidense de Pensilvania. En el año 2000 tenía una población de 543 habitantes y una densidad poblacional de 5.6 personas por km².

## Geografía
El municipio de President se encuentra ubicado en las coordenadas 41°31′00″N 79°33′59″O / 41.51667, -79.56639.

## Demografía
Según la Oficina del Censo en 2000 los ingresos medios por hogar en la localidad eran de $26,172 y los ingresos medios por familia eran $30,962. Los hombres tenían unos ingresos medios de $25,000 frente a los $21,607 para las mujeres. La renta per cápita para la localidad era de $14,713. Alrededor del 13,9% de la población estaban por debajo del umbral de pobreza.